# Nit rere nit
Nit rere nit (títol original en anglès Night After Night) és una pel·lícula estatunidenca dirigida per Archie Mayo i estrenada l'any 1932.	
Dirigida per Archie Mayo, va ser adaptada per la pantalla per Vincent Lawrence i Kathryn Scola, basada en la història Single Night de Louis Bromfield, publicada a la revista  Cosmopolitan, amb Mae West que va contribuir a les línies de diàleg.
Tot i que Night After Night no és una comèdia, té molts  moments còmics, especialment amb el paper de West,  que fa un psper secundari en el seu debut a la pantalla. s).

## Argument
Joe Anton (Raft) és el propietari d'un tuguri que cau enamorat de Miss Healy (Cummings). Pren lliçons de maneres de la  classe alta de Mrs. Jellyman (Skipworth). Joe no sap que Healy només li para atenció perquè viu en l'elegant l'apartament  que la seva família va perdre en el Crac de Wall Street de 1929. Joe decideix en comptes d'això perseguir la seva antiga promesa Iris Dawn (Gibson) just quan Healy comença a caure sincerament  enamorat d'ell.

## Repartiment
- George Raft: Joe Anton
- Constance Cummings: Miss Jerry Healy
- Wynne Gibson: Iris Dawn
- Mae West: Maudie Triplett
- Alison Skipworth: Miss Mabel Jellyman
- Roscoe Karns: Leo
- Louis Calhern: Dick Bolton
- Bradley Page: Frankie Guard
- Al Hill: Blainey
- Harry Wallace: Jerky
- George Templeton: Patsy
- Marty Martyn: Malloy
- Tom Kennedy: Tom